# Edifício Lex
O edifício Lex é um edifício de escritórios governamentais localizado no Bairro Europeu de Bruxelas, Bélgica. Ele é um prédio anexo do Conselho da União Europeia (cujo prédio principal é o edifício Europa) e está situado no endereço 145, rue de la Loi/Wetstraat.

## História
Os trabalhos começaram em 2001, com a construção iniciando em 2004, após a demolição do prédio antigo. A construção foi concluída em 2006. O prédio foi construído e é propriedade da empresa Lex 2000, com o Conselho tendo um aluguel de longo prazo do prédio e a opção de compra. Devido ao aumento no espaço de escritórios, a Lex 2000 teve que financiar a renovação de apartamentos próximos para compensação.
O edifício foi erguido no local de uma mansão particular, similar ao vizinho Résidence Palace, que foi demolido em vez de renovado para criar um edifício moderno e muito maior. Espaço extra para as instituições da UE foi necessário a tempo para o alargamento da União Europeia em 2004. Na época, o edifício Justus Lipsius existente não podia ser expandido devido às áreas residenciais e às ordens de conservação então existentes no Résidence Palace adjacente (posteriormente parcialmente demolido e renovado para se tornar o edifício Europa), portanto, o Lex se tornou um novo projeto para satisfazer a necessidade de mais espaço de escritório.
Os primeiros planos foram apresentados em 1988 pela empresa que construiu o Espace Léopold. No entanto, foram considerados muito ambiciosos pelas autoridades locais. O prédio foi planejado para ser alto, servindo como um portal de entrada para a área juntamente com o edifício Charlemagne oposto. As autoridades exigiram uma redução de 20 metros, resultando em 15 andares em vez dos 20 planejados, a fim de preservar a dominância visual do edifício Berlaymont e do Arco do Cinquentenário.

## Características
Existem três andares subterrâneos para serviços técnicos, embora o estacionamento tenha sido construído com menos de 200 vagas, pois considerou-se que as ligações de transporte público compensavam a falta de vagas de estacionamento. A entrada principal tem conexões diretas com as estações de metrô e trem, com o térreo sendo ocupado por um grande restaurante. A estrutura de vidro do edifício pretende transmitir transparência, com dois andares sendo liberados para dar uma sensação mais aberta no interior.